# 倉田益二郎
倉田 益二郎（くらた ますじろう、1910年 - ）は、日本の緑化工学者。東京農業大学名誉教授。

## 略歴
宇都宮大学農学部や、東京農業大学にて研究と後進の育成にあたる。東京農業大学治山・緑化工学研究室の創設者。

## 著書
- 『三椏・楮・桐の栽培』（アヅミ書房、1950年）
- 『お役人・社員・先生さま』（1970年）
- 『特用樹の栽培』（富民社, 1957年）
- 『特用樹木の栽培』（朝倉書店、1961年）
- 『優良牧草と飼料木』（富民社, 1958年）
- 『緑化工技術』（森北出版、1979年）
- 『緑化工概論―治山砂防・草木増植』（養賢堂, 1959年）
- 『草生造林の実際 : 労力節約・成長促進・土壌保全・飼料生産をねらいとする』（農林出版, 1965年）
- 『有畜農家のための家畜の飼料』（共著、朝倉書店, 1952年）
- 『特用樹種の仕立て方と流通』（編集、全国林業改良普及協会, 1980年）
- 『飼・肥料木草と植栽法』（博友社、1950年）
- 『九州における治山植栽について』（九州治山協会、1959年）
- 『山地農業と治山』（共著、森林資源総合対策協議会グリーン・エージ編集室、1961年）